# Parallelogramma

Un esempio di parallelogramma

Per la geometria euclidea, un parallelogramma (o parallelogrammo) è un quadrilatero con i lati opposti paralleli. I lati e gli angoli opposti di un parallelogramma sono congruenti.
La congruenza dei lati e degli angoli opposti è una diretta conseguenza del V postulato di Euclide, relativo agli angoli interni determinati da una retta che ne taglia due, e nessuna delle caratteristiche del quadrilatero può essere dimostrata senza ricorrere al postulato di Euclide o a una delle sue formulazioni equivalenti.
L'etimologia, dal greco παραλληλ-όγραμμον, una forma "di linee parallele", riflette la definizione.
Il parallelogramma è un caso particolare di trapezio. Esso ha due possibili altezze, secondo quale lato viene considerato come base.

## Tipologie
- Quadrato - parallelogramma equilatero ed equi-angolo.
- Rettangolo - parallelogramma equiangolo.
- Rombo - parallelogramma equilatero.
- Romboide, parallelogramma che non è né un rombo né un rettangolo.

Dalle definizioni illustrate precedentemente è affermabile che:
- un quadrato è sempre sia un rettangolo che un rombo, mentre un rombo o un rettangolo non necessariamente sono quadrati.

## Proprietà e criteri
- Un quadrilatero è un parallelogramma se e solo se le sue diagonali si bisecano, cioè ciascuna divide l'altra in due segmenti congruenti.
- Un quadrilatero è un parallelogramma se e solo se tutte le coppie di angoli interni consecutivi sono costituite da angoli supplementari.
- Un quadrilatero è un parallelogramma se e solo se le due coppie di angoli interni opposti sono costituite da angoli congruenti.
- Un quadrilatero è un parallelogramma se e solo se ha due lati opposti paralleli e congruenti.

La legge del parallelogramma caratterizza gli spazi di Hilbert nell'ambito degli spazi di Banach.
Ogni parallelogramma consente di costruire una tassellazione del piano.
La figura solida corrispondente tridimensionale del parallelogramma è il parallelepipedo.

## Formula per l'area

Un parallelogramma può essere ridisposto in un rettangolo con la medesima area.

Un parallelogramma con base {\displaystyle b} e altezza {\displaystyle h} può essere diviso in un trapezoide e un triangolo retto, per essere ricombinato in un rettangolo, come mostrato nella figura a destra. Questo significa che l'area di un parallelogramma è la stessa di quella di un rettangolo con identica base e altezza: 
{\displaystyle A=b\times h.}